# آل فاسا
آل فاسا (بالسويدية: Vasaätten، بالبولندية: Waza) العائلة المالكة في السويد بين عامي 1523-1654 وفي بولندا 1587-1668. نشأت من عائلة نبيلة في أوبلند تولى عدة أعضاء منها مناصب عـُليا خلال القرن الخامس عشر.
لا يزال الاسم مرتبطاً بالملكية السويدية.

## ملوك وملكات السويد
- غوستاف الأول (1523-1560)
- إريك الرابع عشر (1560-1568)
- يوهان الثالث (1568-1592)
- سييسموند فاسا (1592-1599)
- كارل التاسع (1599-1611، أصبح الملك رسمياً في مارس 1604)
- غوستاف الثاني أدولف (غوستاف أدولف العظيم) (1611-1632)
- كرستينا ملكة السويد (1632-1654)

في عام 1654، تنازلت كريستينا ابنة غوستاف الثاني أدولف البطل البروتستانتي لحرب الثلاثين عاما عن العرش، واعتنقت الكاثوليكية وغادرت البلاد. فانتقل العرش إلى ابن عمها كارل العاشر غوستاف من آل بالاتينات سفايبروكن الفرع المنحدر من آل فيتلسباخ.
أكد ملوك آل هولشتاين غوتورب الذين ينحدر منهم ملوك السويد من 1751 حتى 1818 على صلتهم بآل فاسا من ناحية إحدى الأمهات. عائلة برنادوت المالكة المتولية حالياً لعرش السويد تتدعي ارتداءها لعباءة آل فاسا: كان كارل الرابع عشر ابناً بالتبني لكارل الثالث عشر؛ ابنه أوسكار الأول تزوج من يوسيفينا دوقة لويشتنبيرغ من سلالة فاسا ؛ حفيدهما غوستاف الخامس تزوج من فيكتوريا أميرة بادن حفيدة غوستاف الرابع أدولف من آل غوتورب هولشتاين.

## ملوك بولندا ودوقات ليتوانيا الكبار
- سيغمونت الثالث (1587-1632) (ابن يوهان الثالث)
- فواديسواف الرابع (1632-1648)
- يان الثاني (1648-1668)

تزوج يوهان الثالث ملك السويد من كاترين ياجيلونيكا، أخت سيغمونت الثاني أوغست ملك بولندا، ولمـّـا مات سيغمونت دون وريث ذكر، انتخب ابنهما ملكاً على بولندا ودوقاً لليتوانيا باسم سيغمونت الثالث 1587. وبوفاة يوهان اعتلى سيغمونت أيضاً العرش السويدي.
كان سيغمونت كاثوليكياً، ما أدى في النهاية إلى خسارته عرش السويد. خلفه عمه كارل التاسع. وبالتالي يكون لدينا من هذه النقطة فصاعداً فرعان من آل فاسا: الأكبر، الفرع الكاثوليكي حكم في بولندا، والأصغر، الفرع البروتستانتي الحاكم في السويد. وأدى هذا الترتيب إلى حروب عديدة بين الدولتين. بعد يوهان، انتهى حكم آل فاسا لبولندا. انظر أيضاً ملك بولندا.